# Flassan
Flassan  ist eine französische Gemeinde mit 455 Einwohnern (Stand 1. Januar 2022) im Département Vaucluse in der Region Provence-Alpes-Côte d’Azur.

## Geografie
Flassan befindet sich 16 km von Carpentras entfernt im Nordosten des Départements Vaucluse. Umliegende Gemeinden sind Villes-sur-Auzon, Mormoiron, Bédoin, Sault und Monieux.
Die Gemeinde befindet sich am Fuße des Mont Ventoux, westlich des Eingangs zur Canaud-Schlucht. Unweit des Gemeindezentrums entspringt der Fluss Auzon, der nach 35,3 km Länge in die Sorgue de Velleron mündet. Der höchste Punkt der Gemeinde befindet sich auf 1058 Metern Höhe östlich der Kapelle Saint-Jean. Das Gemeindegebiet gehört zum Regionalen Naturpark Mont-Ventoux.

## Einwohnerentwicklung
| Jahr      | 1962 | 1968 | 1975 | 1982 | 1990 | 1999 | 2006 | 2008 | 2017 |
| --------- | ---- | ---- | ---- | ---- | ---- | ---- | ---- | ---- | ---- |
| Einwohner | 237  | 249  | 251  | 295  | 332  | 341  | 404  | 412  | 465  |

## Sehenswürdigkeiten

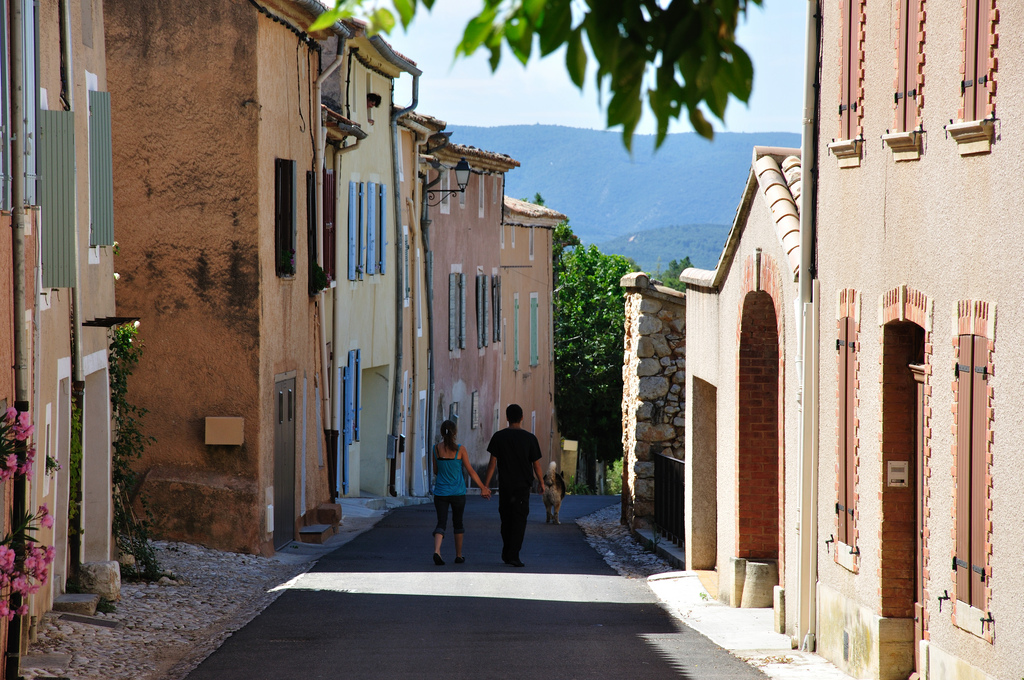
Gasse in Flassan

Zur romanischen Kirche aus dem 13. Jahrhundert führen mehrere malerische Straßen, auf denen man Brunnen und Waschhäuser entdecken kann. Die warmen Farben der Fassaden sind auf die nahgelegenen Ockerbrüche zurückzuführen.
Die der heiligen Jungfrau gewidmete Kirche wurde im 14. Jahrhundert als Priorat gegründet. Das ursprünglich romanische Kirchenschiff hat einen lateinischen Kreuzgrundriss und drei von Balken gestützte Kreuzspitzbögen. Unter dem Boden befindet sich eine Krypta mit alten Gewölben. Die halbrunde Apsis besitzt ein Halbkuppelgewölbe.
Das Schloss Vaubonne kann stilistisch ins 18. Jahrhundert datiert werden. Es besteht aus einem Hauptgebäude mit zwei vorgelagerten Seitenflügeln. Auf dem Gemeindegebiet sind zwei ländliche Kapellen vorhanden. Die erste ist der heiligen Jungfrau gewidmet und befindet sich in der Canaud-Schlucht. Sie ist teilweise in den Fels gehauen. Die höher gelegene Kapelle Saint-Jean-du-Désert ist seit 1154 unter dem Namen Sancti Johannis in territorio Villelonga in Monte Ventorio bezeugt. Das einheitlich wirkende Kirchenschiff und die halbrunde Apsis wurden 1938 restauriert.

## Tourismus
Durch die Gemeinde verläuft der 83 km lange Fernwanderweg GR 91, von Brantes nach Fontaine-de-Vaucluse.

## Persönlichkeiten
- Joseph Paul Guibert de Vaubonne (1645–1715), französischer Militär im Dienst des Herzogs von Savoyen